# I Need to Wake Up
"I Need to Wake Up" is een single van zangeres Melissa Etheridge, geschreven voor de documentaire An Inconvenient Truth uit 2006 van Al Gore. Het nummer won tijdens de 79ste Oscaruitreiking de Oscar voor beste filmnummer. Het was hiermee het eerste nummer uit een documentaire dat deze prijs won.
In de toespraak die Etheridge gaf na het winnen van haar Oscar merkte ze het volgende op:

Mostly I have to thank Al Gore, for inspiring us, for inspiring me, showing that caring about the Earth is not Republican or Democrat; it’s not red or blue, it’s all green.

In het Nederlands betekent dit ongeveer:

Vooral moet ik Al Gore bedanken, als inspirator voor ons allen, als inspiratie voor mij, omdat hij liet zien dat geven om de aarde niet iets Republikeins of Democratisch is; ze is niet rood of blauw, ze is geheel groen.

Met rood en blauw worden de politieke kleuren van de staten bedoeld, staten die stemmen op een Republikeinse of Democratische president in de VS.
Het nummer verscheen op de vernieuwde versie van het "Greatest Hits album" van Melissa Etheridge, The Road Less Traveled.